# Hypoxanthine-guanine phosphoribosyltransferase
Hypoxanthine-guanine phosphoribosyltransferase (HGPRT) là một loại enzyme do gen HPRT1 mã hóa ở người.
HGPRT là một enzyme nhóm transferase xúc tác quá trình chuyển đổi từ hypoxanthin thành inosine monophosphat và từ guanine thành guanosine monophosphat. Phản ứng này chuyển nhóm 5-phosphoribosyl từ 5-phosphoribosyl 1-pyrophosphat (PRPP) sang purine. HGPRT đóng vai trò trung tâm trong việc tạo ra các nucleotide purine thông qua con đường tận dụng purine (salvage pathway).

## Chức năng
HGPRT xúc tác các phản ứng sau:
| Cơ chất     | Sản phẩm                | Ghi chú                                                       |
| ----------- | ----------------------- | ------------------------------------------------------------- |
| hypoxanthin | inosine monophosphat    | —                                                             |
| guanin      | guanosine monophosphat  | Thường được gọi là HGPRT. Chức năng này chỉ có ở một số loài. |
| xanthine    | xanthosine monophosphat | Chỉ một số HPRT nhất định.                                    |

HGPRTase chủ yếu hoạt động để tận dụng nguồn purin từ DNA bị phân hủy để đưa trở lại các con đường tổng hợp purin. Enzyme này xúc tác phản ứng giữa guanin và phosphoribosyl pyrophosphat (PRPP) để tạo thành GMP, hoặc giữa hypoxanthine và phosphoribosyl pyrophosphat (PRPP) để tạo thành inosine monophosphat.

## Cơ chất và chất ức chế
Mô hình hóa tương đồng (homology modelling) enzyme này trong ký sinh trùng Leishmania donovani cho thấy rằng trong số tất cả các hợp chất được sàng lọc bằng tính toán, pentamidine, 1,3-dinitroadamantane, acyclovir và các chất tương tự acyclovir có ái lực gắn kết cao hơn so với cơ chất guanosine monophosphat.
Sự tương quan giữa dữ liệu in silico và in vitro của các hợp chất trên đã được kiểm chứng bằng enzym hypoxanthine-guanine phosphoribosyltransferase (HGPRT) của Leishmania và đã xác nhận kết quả.

## Bệnh học
Đột biến gen mã hóa enzyme này dẫn đến tăng acid uric máu. Đã phát hiện ít nhất 67 đột biến gây bệnh trong gen này:
- Một số bệnh nhân nam bị thiếu hụt HGPRT một phần (giảm 20% hoạt tính enzyme) có tăng acid uric máu, dẫn đến bệnh gút và sỏi uric trong đường tiết niệu. Đây là hội chứng Kelley–Seegmiller.[6]
- Hội chứng Lesch–Nyhan do thiếu hụt HGPRT gây ra bởi đột biến HPRT1.[7]
- Một số đột biến có liên quan đến bệnh gút, nguy cơ mắc bệnh này tăng lên khi thiếu hụt hypoxanthine-guanine phosphoribosyltransferase.
- Sự biểu hiện HPRT ở mức mRNA và protein được kích hoạt bởi yếu tố cảm ứng thiếu oxy 1 (HIF1A). HIF-1 là một yếu tố phiên mã điều khiển một loạt các phản ứng tế bào được sử dụng để thích nghi trong điều kiện thiếu oxy. Phát hiện này cho thấy HPRT là một con đường quan trọng giúp bảo tồn nguồn nucleotide purin của tế bào trong điều kiện thiếu oxy ở một số bệnh lý như nhồi máu cơ tim.[8]

## Tạo ra tế bào lai (hybridoma)
Tế bào lai là tế bào bất tử HGPRT+ (không chịu ảnh hưởng bởi lão hóa tế bào), được tạo ra từ sự hợp nhất giữa tương bào HGPRT+ không bất tử và tế bào u tủy bất tử, HGPRT−.Những tế bào lai này được tạo ra để sản xuất kháng thể đơn dòng trong công nghệ sinh học. Môi trường HAT (hypoxanthine - aminopterin - thymidine) ức chế tổng hợp acid nucleic de novo, tiêu diệt những tế bào u tủy bị mất khả năng thực hiện con đường tận dụng nucleotide do thiếu HPRT1. Các tương bào trong môi trường nuôi cấy cuối cùng sẽ chết do lão hóa, để lại các tế bào lai thuần chủng.